# Włodzimierz Kałek
Włodzimierz Kałek (ur. 11 lipca 1955 w Krotoszynie) – polski urzędnik samorządowy w obszarze pomocy społecznej, działacz kulturalny i społeczny.

## Życiorys
W 1978 ukończył studia pedagogiczne na Uniwersytecie im. Adama Mickiewicza w Poznaniu i w tym samym roku zamieszkał w Elżbietkowie. Od 1978 do 1981 był dyrektorem Miejsko-Gminnego Ośrodka Kultury w Pogorzeli, gdzie w 1979 zdobył pierwszą nagrodę w Przeglądzie Dorobku i Osiągnięć Kulturalnych gminnych i miejsko-gminnych ośrodków kultury województwa leszczyńskiego. W latach 1981–1994 współzakładał młodzieżowe kluby profilaktyki uzależnień Profil (Góra, Leszno, Kościan, Wschowa), gdzie pełnił również funkcję terapeuty uzależnień. Działał także w obszarze profilaktyki antyalkoholowej. Od 1986 do 1990 był kierownikiem Wojewódzkiego Ośrodka Opiekuna Społecznego w Wojewódzkim Zespole Metodycznym Opieki Zdrowotnej i Pomocy Społecznej w Lesznie. Od 1990 do 1998 był dyrektorem Wojewódzkiego Zespołu Pomocy Społecznej w Lesznie. W 1996 ukończył specjalizację w zakresie pomocy środowiskowej w Centrum Rozwoju Służb Społecznych Ministerstwa Pracy i Polityki Socjalnej (Białobrzegi). W latach 1998–2002 był radnym III kadencji do Rady Miejskiej Leszna (z ramienia klubu Prawica Razem). W latach 1999–2020 był dyrektorem Miejskiego Ośrodka Pomocy Rodzinie w Poznaniu.
Od 2002 do 2019 pełnił funkcję Przewodniczącego Komisji Polityki Społecznej Związku Miast Polskich. Z ramienia tego związku był członkiem Zespołu ds. Ochrony Zdrowia i Polityki Społecznej przy Ministrze Polityki Społecznej. Był jednym z propagatorów konkursu literackiego dla osób niepełnosprawnych Moje losy. W 2019 został członkiem Zespołu ds. Polityki Równości i Różnorodności miasta Poznania, a w 2024 wybrano go na stanowisko przewodniczącego poznańskiej Miejskiej Rady Seniorów.
Uprawia własną twórczość literacką. W 2011 był współautorem książki poetyckiej Nowa Kwadryga. Był to zbiór wierszy czterech poetów związanych z Krotoszynem.

## Publikacje
- Zostań moim przyjacielem (1985, kanwa do filmu oświatowego Alternatywa, tematyka przeciwalkoholowa)[17],
- Misja Miejskiego Ośrodka Pomocy Społecznej (1999),
- Nowa seria wydawnicza samorządu poznańskiego (2000)[18],
- Efektywność, skuteczność i jakość działań w pomocy społecznej (wprowadzenie), Czy pomoc społeczną można certyfikować? (2005)[19],
- Z doświadczeń zarządzania projektem „Kompetentny urzędnik – wyższa jakość usług w Wielkopolsce” (2009, wspólnie z A. Dankowska i M. Kuśnierz)[20].

## Odznaczenia i nagrody
Otrzymał następujące odznaczenia i nagrody:
- Brązowy Krzyż Zasługi (1988)[21],
- Srebrna Odznaka „Za opiekę nad zabytkami” (1994)[22],
- Srebrna Odznaka „Za zasługi w zwalczaniu powodzi” (1997)[23],
- Srebrny Medal „Za Zasługi dla Pożarnictwa” (1998)[24],
- Nagroda Specjalna ministra gospodarki, pracy i polityki społecznej, prof. dr hab. Jerzego Hausnera, w uznaniu osiągnięć w dziedzinie pomocy społecznej (2003)[25],
- tytuł Poznaniaka Roku 2003 w plebiscycie czytelników Gazety Poznańskiej[26],
- Złota Odznaka Honorowa Polskiego Komitetu Pomocy Społecznej (2008)[27],
- Złoty Krzyż Zasługi (2009)[28],
- Odznaka honorowa „Zasłużony dla Kultury Polskiej” (2012)[29],
- Złoty Medal za Długoletnią Służbę (2014, za wzorowe, wyjątkowo sumiennie wykonywanie obowiązków wynikających z pracy zawodowej)[30],
- tytuł Ambasadora rodziny (2016, razem z Ingrid Detter de Lupis Frankopan) przyznawany przez fundację Głos dla Życia (jedną z najstarszych w Polsce pozarządowych organizacji wspierających materialnie rodziny wielodzietne)[31].